# Такеши Канеширо
Канеширо Такеши (јап. かねしろ たけし; рјукју: かなぐしく だきし; романизација: Kaneshiro Takeshi; кин: 金城武, кинеско читање, пин'јин: Jīnchéng Wǔ, варијанта: Јинченг Ву; рођен 11. октобра 1973 у Тајпеју), кинески је глумац и певач, јапанског (Рјукју) порекла. Његов отац је са Окинаве, а мајка са Тајвана.